# Günter Linn
Günter Linn (Altendiez, 1935. március 16. – 2020. december 21.) német nemzetközi labdarúgó-játékvezető.

## Pályafutása

### Nemzeti játékvezetés
1966-ban lett a Bundesliga játékvezetője. A nemzeti játékvezetéstől 1982-ben vonult vissza. 2. Bundesliga mérkőzéseinek száma: 57. Bundesliga mérkőzéseinek száma: 129.

#### Nemzeti kupamérkőzések
Vezetett Kupa-döntők száma: 1.

##### Német-labdarúgókupa
| Időpont          | Helyszín                       | Mérkőzés típusa | Mérkőzés                      | Eredmény | Nézők száma |
| ---------------- | ------------------------------ | --------------- | ----------------------------- | -------- | ----------- |
| 1979. június 23. | Niedersachsenstadion, Hannover | döntő           | Fortuna Düsseldorf–Hertha BSC | 1 – 0    | 56 000      |

### Nemzetközi játékvezetés
Az Német labdarúgó-szövetség Játékvezető Bizottsága (JB) terjesztette fel nemzetközi játékvezetőnek, a Nemzetközi Labdarúgó-szövetség (FIFA) 1979-től tartotta nyilván bírói keretében. A FIFA JB központi nyelvei közül a németet beszéli. Több nemzetek közötti klubmérkőzést vezetett, vagy működő társának partbíróként segített. Az aktív nemzetközi játékvezetéstől 1981-ben búcsúzott.

## Sportvezetőként
2009-ig a DFB Játékvezető Bizottság (JB) elnökeként tevékenykedett.